# Serbia fashion week
Serbia fashion week је скуп модних ревија која се одржава два пута годишње у Новом Саду.  Догађај који се одржава у априлу и новембру привлачи домаће и међународне модне дизајнере, као што су Тјери Муглер и Ана Фенди. Поред ревија, семинара и изложби, „Такмичење модних талената“ помаже у промоцији младих српских дизајнера кроз излагање њихових колекција. Седмодневни фестивал истиче и радове примењених уметника, музичара, дизајнера ентеријера, мултимедијалних стручњака и архитеката. 
Део ревије се често одржава у Конгресном центру Мастер Новосадског сајма, мултифункционалном простору који се налази у непосредној близини центра града. Користе се и друге локације, за отворене представе, концерте и уметничке изложбе. Сваке године посети око 30.000 посетилаца са око 60 модних креатора, из 20 различитих земаља, који представљају своје колекције.   

## О догађају
Serbia Fashion Week, делимично под покровитељством општинске власти, основала је 2013. актуелна председница Светлана Хорват. Након што је радила као дизајнер женске одеће, актуелна је председница Националне модне коморе Србије.    Хорват је 31. октобра 2013. озваничила недељу моде потписивањем „Протокола о сарадњи“ са националним саветима за моду још осам европских земаља.  
Главни циљ је представљање српских талената уз дизајнере из етаблираних европских модних престоница. Остали циљеви укључују подстицање локалне текстилне и производне индустрије, као и промоцију туризма у овој области.  